# Think About You
Think About You è l'ottava traccia dell'album Appetite for Destruction dei Guns N' Roses.
Il testo della canzone è simile a quello di Sweet Child o' Mine (che la succede nella scaletta del disco). Think About You fu scritta da Izzy Stradlin dedicata all'eroina.
La canzone inizia con un ritmo molto veloce e mantiene questo ritmo fino a 29 secondi dalla fine. Il riff finale però è quasi completamente diverso dal resto della canzone, infatti il tempo viene rallentato di molto.

## Live
La canzone venne eseguita molto spesso durante gli show dei Guns N' Roses nel 1985 e nel 1986. La traccia però non venne mai eseguita durante i concerti per promuovere Appetite for Destruction o nello Use Your Illusion Tour. Tuttavia durante il 2002 i nuovi Guns N' Roses la suonarono spesso, così come anche prima della pubblicazione di Chinese Democracy. La canzone venne eseguita spesso anche quando Stradlin fece alcune apparizioni nei live nella band.